# Koos Alberts
Koos Alberts, de son nom civil Jacobus Johannes Krommenhoek (né le 3 février 1947 à Amsterdam et décédé le 28 septembre 2018 à Enschede), est un chanteur néerlandais, considéré comme l'un des interprètes les plus populaires du genre levenslied. Actif professionnellement depuis le milieu des années 1980,,,,, il compte plus de trente albums publiés au cours de sa carrière.

## Biographie
Jacobus Johannes Krommenhoek, plus tard connu sous son nom de scène Koos Alberts, est né le 3 février 1947 à Amsterdam et est élevé par sa grand-mère dès l'âge de 7 ans. Après avoir chanté dans des mariages, diverses fêtes et des camps d'été, il est découvert en 1983 lors d'un concours organisé dans la célèbre salle de spectacle Casa Rosso d'Amsterdam, concours qui le met en contact avec le compositeur Peter de Wijn,.
En décembre 1984, il sort son premier single, intitulé Gisteren heeft zij mij verlaten, et l'album éponyme, qui reste dans les charts pendant une trentaine de semaines, atteignant même les premières places,,.
Il sort ensuite l'album Ik zal je nooit vergeten l'année suivante, l'album Koos Alberts III et l'album de Noël Kerst met Koos en 1986,,. Toujours en 1986, il chante en duo avec André Hazes et Corry Konings ; il sort également l'album Corry en Koos avec le chanteur,,,.
Dans la nuit du 28 au 29 octobre 1987, Koos Alberts est victime d'un grave accident de voiture près de son domicile à Hierden, en Gueldre, alors qu'il rentre chez lui après un voyage à Rotterdam, après quoi il est déclaré cliniquement mort pendant quelques heures,,,. Le chanteur se rétablit, mais ses blessures l'obligent à passer le reste de sa vie dans un fauteuil roulant.
De retour sur la scène l'année suivante, Koos Alberts sort le single Het leven gaat door uit, qui est certifié disque d'or une semaine après sa sortie, et le single Eenmal kom jij terug, qui atteint la deuxième place des charts néerlandais. La même année, il reçoit le Veronica-Award en tant que chanteur néerlandais le plus populaire.
En 1991, il commence à travailler avec l'écrivain Edward van Limdt sur sa propre autobiographie, intitulée Vechten voor gelucht. Deux ans plus tard, il sort l'album Wat ik je zeggen wil, qui est certifié disque d'or ; la même année, il sort l'album de Noël Mijn mooiste Kerstfeest. En 1998, il enregistre le single Voetbalmedley WK '98 à l'occasion de la Coupe du monde de football.
En 2000, il est fait chevalier de l'Ordre d'Orange-Nassau. En 2015, un concours musical portant son nom, le Koos Alberts Award, est organisé. L'année suivante, le chanteur commence à avoir des problèmes de santé en raison d'une infection pulmonaire et d'une infection de la vessie.
Koos Alberts décède le 28 septembre 2018 à Enschede, à l'âge de 71 ans, des suites d'un cancer de la vessie,. Trois jours plus tard, lors des Buma NL Awards, il reçoit à titre posthume le Helden Oeuvreprijs. Le 4 octobre 2018, des funérailles sont organisées à Leusden en l'honneur du chanteur, dont le corps est incinéré le lendemain.

## Discographie

### Albums studio
- 1984 : Koos Alberts
- 1985 : Ik zal je nooit vergeten
- 1986 : Koos Alberts III
- 1986 : Kerst met Koos
- 1987 : Corry en Koos
- 1988 : Het leven gaat door
- 1989 : Nog vele jaren
- 1990 : Live
- 1991 : Zolang je van geluk kunt dromen
- 1993 : Wat ik je zeggen will
- 1993 : Mijn mooiste Kerstfeest
- 1994 : 10 jaar
- 1995 : Samen terug naar Mokum
- 1998 : Koos Alberts zingt Hollandse hits
- 1999 : 15 jaar Koos Alberts
- 2001 : Rondje Hollands
- 2002 : Rondje Hollands deel 2
- 2003 : 20 jaar 'n legende
- 2008 : Vechten voor geluk
- 2014 : 30 jaar Koos Alberts - Die mooie tijd